# Pădurea Zarojani
Pădurea Zarojani (în ucraineană Зарожанська Дача) este o rezervație forestieră de importanță locală din raionul Hotin, regiunea Cernăuți (Ucraina), situată la nord de satul Zarojani (parcela 39 din silvicultura „Hotin”).
Suprafața ariei protejate constituie 129 de hectare, fiind creată în anul 1999 prin decizia comitetului executiv regional. Rezervația a fost creată pentru protejarea a două secțiuni de păduri native de stejar comun.